# Swan Song (álbum)
Swan Song es el quinto álbum de estudio de la banda estadounidense de metalcore The Plot in You. El álbum fue lanzado el 17 de septiembre de 2021  a través de Fearless Records. Fue producido por Landon Tewers y Drew Fulk.

## Antecedentes y lanzamiento
El 5 de noviembre de 2019, Landon Tewers anunció en Instagram que está trabajando en nuevo material para la banda y su proyecto paralelo Ai640. No sería hasta principios de abril de 2020 que Tewers actualizaría el progreso del álbum y afirmaría que: "... estamos a un poco más de la mitad del seguimiento del nuevo registro de la trama y realmente estoy Estoy emocionado de sacar otro disco. La nueva mierda es realmente diferente a todo lo que hayamos hecho jamás...". En mayo de 2021, Tewers anunció oficialmente que el álbum estaba terminado.
El 29 de julio, la banda lanzó oficialmente el nuevo sencillo principal "Face Me" junto con su vídeo musical. Al mismo tiempo, la banda reveló el álbum en sí, la portada, la lista de canciones y la fecha de lanzamiento. Para promocionar el álbum, la banda también anunció que apoyarán la gira reprogramada del 20 aniversario de Silverstein junto con Can't Swim en noviembre de 2021. El 19 de agosto, la banda presentó el segundo sencillo "Enemy". El 9 de septiembre, una semana antes del lanzamiento del álbum, la banda lanzó el tercer sencillo "Paradigm" y su correspondiente vídeo musical.

## Lista de canciones
Todas las letras escritas por Landon Tewers, toda la música compuesta por The Plot in You. 
| N.º | Título                     | Duración |  |
| 1.  | «Letters to a Dead Friend» | 3:54     |  |
| 2.  | «Fall Again»               | 3:14     |  |
| 3.  | «Face Me»                  | 3:28     |  |
| 4.  | «Too Far Gone»             | 3:54     |  |
| 5.  | «Paradigm»                 | 3:20     |  |
| 6.  | «Both to Blame»            | 3:54     |  |
| 7.  | «Too Heavy»                | 3:40     |  |
| 8.  | «Enemy»                    | 3:40     |  |
| 9.  | «Whole Without Me»         | 2:52     |  |
| 10. | «Freed»                    | 3:21     |  |

## Personal
The Plot in You
- Landon Tewers – voz, guitarra, teclado, mezcla, masterización, producción
- Josh Childress – guitarra
- Ethan Yoder – bajo
- Mathis Arnell - batería